# RapaduraCast
RapaduraCast é um podcast brasileiro fundado em 2006. Apresentado por Jurandir Filho e produzido pelo Cinema com Rapadura, é um dos podcasts de maior notoriedade do Brasil e um dos mais antigos do país.

## História
Em 2006, o Cinema com Rapadura já existia há 2 anos. As reuniões semanais do grupo de redatores aconteciam toda sexta-feira no Shopping Iguatemi. Pelo teor descontraído dessas reuniões e querendo acompanhar a tendência do mercado de conteúdo dos EUA, os redatores decidiram criar um podcast e gravar esses bate papos. Jurandir Filho, Raphael 'Ph' Santos, Thiago Sampaio e Leonardo Heffer passaram a ser reunir todas as semanas para gravar uma edição do RapaduraCast. Jurandir ficou responsável por ser o editor do podcast (sem nunca ter editado um áudio na vida) e ficou no cargo por mais de uma década. Leonardo Heffer era o host original, mas a partir do episódio 20 - "Tartarugas Ninja", Jurandir Filho assumiu o comando do programa e exerceu a função a partir dos anos seguintes. Inicialmente o podcast tinha um formato mais parecido com o conteúdo do site, era dividido em blocos de notícias de filmes e celebridades, estreias da semana, respostas mensagens dos ouvintes etc. Da edição 16 até hoje o formato virou temático. Ou seja, uma vez por semana um tema específico é o foco do programa.
As principais séries atuais do podcast são:
- Clássicos da Cultura Pop: Um filme clássico e relevante para a cultura pop dos anos 70, 80, 90 e 2000 é escolhido para ser analisado com os olhares de hoje, mostrando o quanto ele impactou na sociedade e no mercado.
- Serial Killers: Um filme sobre serial killers é o tema principal do podcast. Nessas edições sempre tem a presença uma especialista em psicologia para ajudar a traçar o perfil psicológico do assassino em questão.
- O Melhor Filme de...: Toda a carreira de uma personalidade é analisada, filme por filme. No final é escolhido "o melhor filme".
- Listão: São selecionados 30 filmes em que os participantes recomendam sobre uma temática específica, como "30 filmes sobre o fim do mundo", 30 filmes com críticas sociais", "30 clássicos da Sessão da Tarde".
- We Have to Go Back: Emulando a frase clássica da série Lost, a ideia do podcast retornar para um ano específico e falar sobre os acontecimentos e filmes lançados nele.
- Os Melhores Filmes: É escolhido um gênero de filme e são comentados sobre os melhores dele. No final é escolhido o melhor deles.

Outras séries clássicas do RapaduraCast são Biografia, Forever, 4x4, Duplex, Jukebox, Jukebox Maestro, Franquia e Profissões.
O podcast é tradicional em cobrir determinadas franquias de filmes, principalmente por estar desde 2006 falando sobre filmes. Alguns dos mais populares são as edições sobre os filmes lançados sobre o Universo Cinematográfico da Marvel, Star Wars, Universo Estendido DC, Quentin Tarantino, X-men, Planeta dos Macacos, O Senhor dos Anéis e outros.

## Desempenho
RapaduraCast esteve frequentemente entre os podcasts de maior audiência no Brasil. No ranking da Apple Podcasts, o podcast alcançou o topo das paradas em novembro de 2014 e continuou a aparecer entre os 100 mais populares do Brasil nos anos sucessores, alcançando o pico #7 em maio de 2018.
Em 2014, o jornalista Pedro Duarte afirmou que o RapaduraCast somava cerca de 70 mil downloads a cada episódio. Após cerca de duas décadas, o RapaduraCast é o pioneiro entre os podcasts de cinema no Brasil, conseguindo mais de 170.000 downloads por programa lançado.

## Integrantes
Atuais
- Jurandir Filho (2006–atualmente)
- Thiago Siqueira (2007–atualmente)
- Rogério Montanare (2017–atualmente)
- Fernanda Schmölz (2022–atualmente)

Outros participantes estão presentes com frequência, como Henrique "Gnu" Barbosa, Load Comics, Thiago Romariz e Imaginago. O podcast é editado por Joel Suke desde março de 2017. Até hoje, Jurandir edita abertura.
O RapaduraCast já passou por diversas fases e equipes. Alguns dos ex-participantes mais lembrados são Mauricio Saldanha, Raphael 'Ph' Santos, Katiucha Barcelos, Fabio M. Barreto, Affonso Solano, Juliano D'Angelo, Rodney Buchemi, Raphael Draccon, Carolina Munhoz, Erinaldo Dantas, Giovane Araújo e Louise Alves.

## Sala VIP do RapaduraCast
Em 2024, a equipe criou o Sala VIP, um podcast exclusivo para assinantes no Patreon. A premissa do podcast é abordar temas que não teriam muito espaço do podcast tradicional. Filmes como "Assassinos da Lua das Flores", "Vidas Passadas", "Anatomia de uma Queda", "O Menino e a Garça", "Saltburn", "Aftersun" e "Wonka" são alguns dos filmes abordados no podcast.
Assinantes recebem benefícios, como ouvir o podcast Sala VIP, entrar para um grupo do Telegram exclusivo, enviar áudios para a abertura do "Bem-vindos ao Mundo Espetacular do Cinema" e outros. 

## Prêmios e indicações
| Ano  | Organização    | Recipiente(s) | Categoria                                   | Resultado |
| ---- | -------------- | ------------- | ------------------------------------------- | --------- |
| 2008 | Prêmio iBest   | RapaduraCast  | Podcast                                     | Indicado  |
| 2008 | Prêmio Podcast | RapaduraCast  | Podcast de Cinema                           | Venceu    |
| 2008 | Prêmio Podcast | RapaduraCast  | Melhor Podcaster Masculino (Jurandir Filho) | Venceu    |